# Waterloo Station (London Underground)
 For alternative betydninger, se Waterloo Station (flertydig). (Se også artikler, som begynder med Waterloo Station)
Waterloo Station er en London Underground-station beliggende på Waterloo fjerntogsstation. Det er den næsttravleste station i netværket og blever betjent af Bakerloo, Jubilee, Northern og Waterloo & City lines. Stationen er i takstzone 1.

## Historie
Den første underjordiske station ved Waterloo blev åbnet den 8. august 1898 af Waterloo & City Railway (W&CR), et datterselskab til fjerntogsstationens ejerselskab, London and South Western Railway (L&SWR). W&CR, populært kaldet The Drain (engelsk: Afløbet), blev det eneste af L&SWR's oprindelige plan, om indførelsen af sine spor den korte vej mod nordøst til City of London, der blev udført.
Den 10. marts 1906 åbnede Baker Street and Waterloo Railway (BS&WR, nu Bakerloo line). Den 13. september 1926 åbnede forlængelsen af Hampstead & Highgate line (som Northern lines Charing Cross-gren hed dengang) fra Embankment til den eksisterende City & South London Railway-station Kennington med en ny station på Waterloo.
Som datterselskab i L&SWR og selskabets efterfølger Southern Railway var W&CR ikke en del af London Underground-systemet. Efter nationaliseringen af hovedbaneselskaberne i 1948 blev det en del af British Railways (senere British Rail). Efter en lukningsperiode i 1993, blev banen konverteret til London Undergrounds firskinne-strømsystem, blev ejerskabet af Waterloo & City line overdraget til The Underground den 1. april 1994. På grund af påsken begyndte banens London Underground-betjening først den 5. april 1994.
Den 24. september 1999 åbnede Jubilee line-stationen som en del af banens forlængelse mod øst. Stationen var midlertidigt den vestlige endestation for forlængelsen fra Stratford i Østlondon, indtil den sidste del, der forbandt forlængelsen med den oprindelige bane, åbnede mellem Waterloo og Green Park den 20. november 1999. Jubilee-perronerne er i den modsatte ende af stationskomplekset i forhold til Bakerloo og Northern lines, men de to ender er forbundet af et 140 m langt rullende fortov (en af kun to steder i The Underground – de andre giver forbindelse til Waterloo & City line-perronerne på Bank Station).

## Transportforbindelser
London buslinjer 1, 4, 26, 59, 68, 76, 77, 139, 168, 171, 172, 176, 188, 211, 243, 341, 381, 507, 521, RV1, X68 og natlinjer N1, N68, N76, N171, N343 og N381 betjener alle stationen og næromgivelserne.

## Galleri
- Northern line nordgående perron set mod syd
- Jubilee line vestgående perron set mod øst
- Rullende fortov mellem Jubilee og Northern line-perronerne